# Jalan Bani Bu Ali (vilaiete)
Jalan Bani Bu Ali (em árabe: جعلان بني بو علي; romaniz.: Ja'alan Banī Bū 'Alī‎) é um vilaiete da província Sudeste, no Omã, com capital em Jalan Bani Bu Ali. Segundo censo de 2010, tinha 64 988 habitantes. Compreende uma área de 2977 quilômetros quadrados.

## Localidades do vilaiete
- Abu Fixaiga
- Alcaba
- Alcar
- Alcra
- Alascara
- Alaine
- Alfafe
- Alhada
- Almutarcate
- Assila
- Assilil
- Assiuai
- Atalia
- Aurabe
- Bandar Aljadide
- Bu Madra
- Cafia
- Carate Arramsa
- Cazine
- Cuaima
- Facara
- Faliate Uilade Hamda
- Gadina
- Guaila
- Jalan Bani Bu Ali (capital)
- Ma Harcus
- Ma Carbuxe
- Muainia
- Quilaia
- Ras Dafa
- Raçal Jabal
- Ras Riuais
- Sarique
- Xabiate Aljifane
- Taui Hamade
- Taui Salim Quinaifar
- Uraifate
- Urfe Lucdar
- Uádi Aljinaba
- Uádi Quiraicar
- Uádi Muaila
- Uádi Sal
- Uádi Sauade